# Arisaema barbatum
Arisaema barbatum är en kallaväxtart som beskrevs av Samuel Buchet. Arisaema barbatum ingår i släktet Arisaema och familjen kallaväxter. Inga underarter finns listade.